# Albrecht Schreiber
Albrecht Schreiber (* 30. März 1938 in Hamburg; † 14. Dezember 2022 in Lübeck) war ein deutscher Journalist, Autor und Verleger.

## Leben
Albrecht Schreiber war als freier Journalist und Redakteur in Hamburg tätig. In Lübeck war er Redakteur der Lübecker Nachrichten, anschließend leitender Redakteur beim General-Anzeiger in Rhauderfehn. 
Seit seiner Zeit als Journalist in Lübeck beschäftigte er sich publizistisch mit Themen der Städte Hamburg und Lübeck, insbesondere mit der Geschichte der Juden in Lübeck. Er besuchte den aus Lübeck stammenden und 1939 emigrierten Rabbiner Felix F. Carlebach, den Enkel von Salomon Carlebach und Esther Carlebach und Neffen des Hamburger Oberrabbiners Joseph Carlebach,  in Manchester und stellte damit dessen Kontakt zu seinem Geburtsort wieder her. Carlebach wurde 1987 die Ehrenbürgerschaft Lübecks verliehen.
2006 gründete Schreiber zusammen mit Jens-Sören Mann (* 1964) den Verlag Edition Nord, in dem er seither publizierte. Für sein 2007 veröffentlichtes Buch Lübeck 1947 – Grenzstadt in Not schrieb Isa Vermehren das Vorwort. Hamburg 1947 – Hunger, Not und Elend in der Hansestadt erschien 2007 in zwei Auflagen. 
Schreiber lebte und arbeitete nach seiner Tätigkeit in Rhauderfehn wieder in Lübeck. Zuletzt veröffentlichte er, herausgegeben vom Archiv der Hansestadt Lübeck,  bei Schmidt-Römhild Lebensbilder vier jüdischer Frauen aus Lübeck (2010), Für Kaiser und Vaterland. Das jüdische Lübeck und der Erste Weltkrieg (2014) und über jüdische Firmen und jüdisches Wirtschaftsleben in Lübeck 1920 bis 1938 (2015).
Er starb im Dezember 2022 in Lübeck.

## Werke (Auswahl)
- Als vom Himmel  Feuer fiel – Lübecks Passion im Luftkrieg 1942. Lübeck 1982
- Zwischen Hakenkreuz und Holstentor – Lübeck 1925 bis 1939. Lübeck  1983
- Wegweiser durch die Geschichte der Juden in Moisling und Lübeck. Lübeck 1984
- Über Zeit und Ewigkeit – Die jüdischen Friedhöfe in Moisling und Lübeck. Lübeck 1988
- Zwischen Davidstern und Doppeladler – Illustrierte Chronik der Juden in Moisling und Lübeck. Lübeck 1992
- Großvater Salomon, der Rabbi von Lübeck. Erinnerungen von Chaim Cohn und Felix F. Carlebach. 2005, Selbstverlag
- „Daß du tust, was recht und gut ist“: Lebensbilder vier jüdischer Frauen aus Lübeck ; Esther Carlebach, Charlotte Landau, Johanna Meyer, Bella Rosenak. Schmidt-Römhild, Lübeck 2010
- Hirschfeld, Asch und Blumenthal…: jüdische Firmen und jüdisches Wirtschaftsleben in Lübeck 1920–1938; Blüte, Enteignung, „Wiedergutmachung“. Schmidt-Römhild, Lübeck 2015

Edition Nord
- 46/47 – Hamburg im Katastrophenwinter. Lübeck 2006
- Lübeck 1947 – Grenzstadt in Not. Lübeck 2007
- Hamburg 1947 – Hunger, Not und Elend in der Hansestadt. Lübeck 2007
- Lübeck 1948 – neues Geld und alte Bürde. Lübeck 2008
- „Gedenke der vorigen Zeiten“ –  illustrierte Chronik der Juden in Moisling und Lübeck. Lübeck 2009